# Campylorhynchus fasciatus
El cucarachero ondeado (Campylorhynchus fasciatus), también conocido como chochín ondeado o ratona franjeada, es una especie de ave paseriforme en la familia Troglodytidae nativa de Ecuador y Perú.

## Subespecies
Se reconocen dos subespecies:
- Campylorhynchus fasciatus fasciatus (Swainson, 1838)– oeste de Perú;
- Campylorhynchus fasciatus pallescens Lafresnaye, 1846– suroeste de Ecuador y noroeste del Perú.